# Lodovico Jacobini

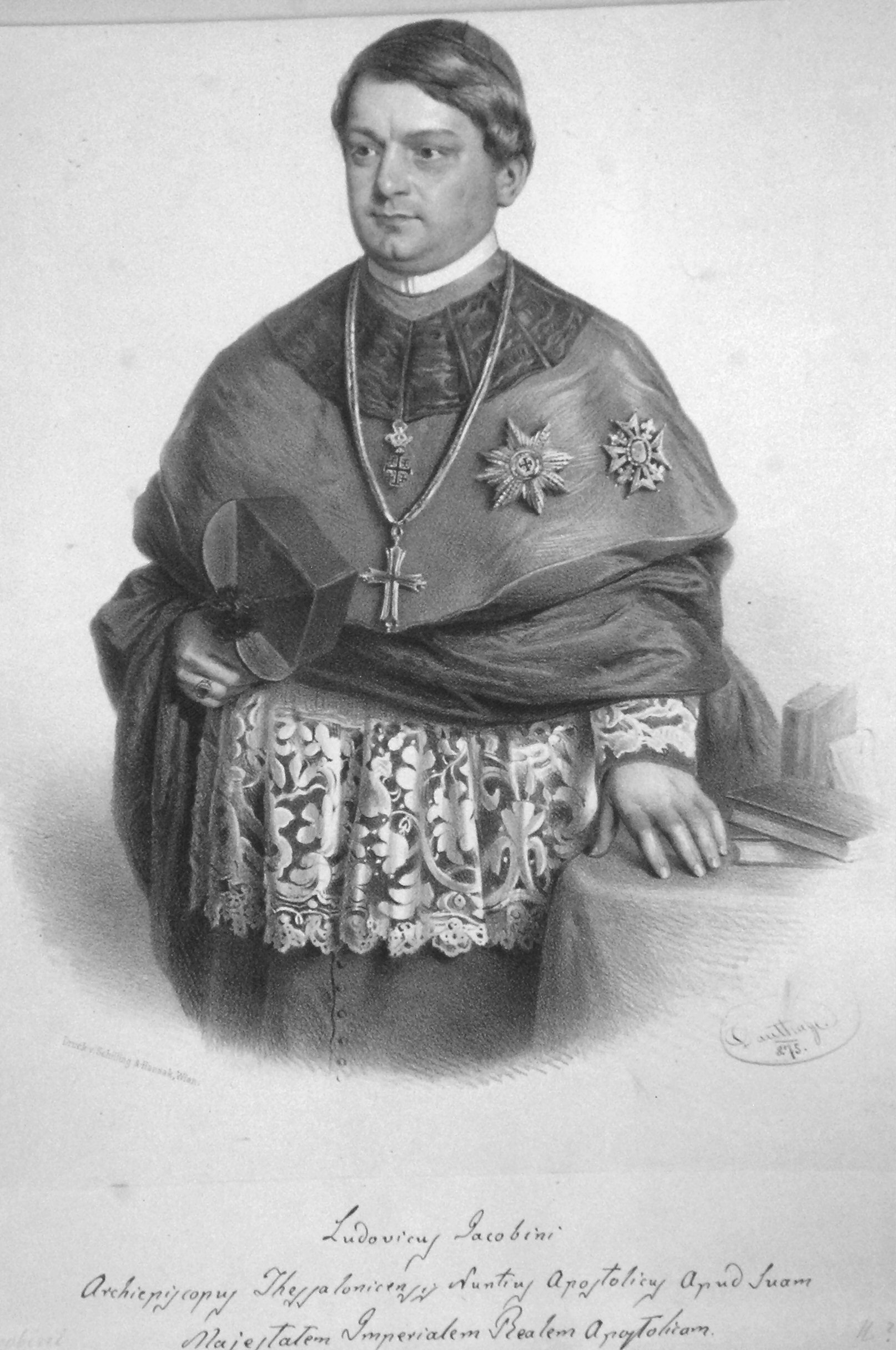
Lodovico Jacobini, Lithographie von Adolf Dauthage, 1875

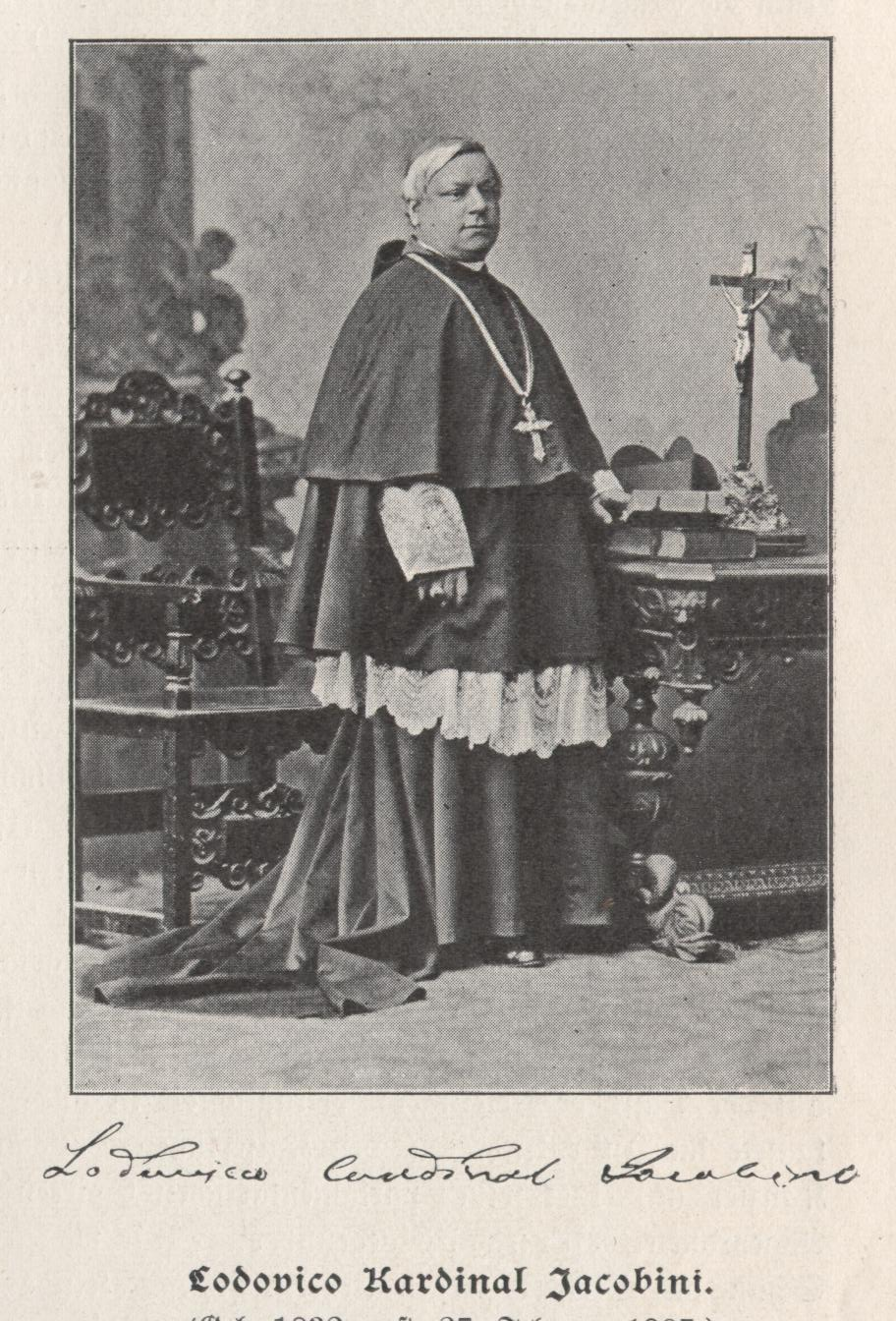
Ludovico Jacobini, Photo mit Unterschrift

Lodovico Jacobini, auch Ludovico Jacobini oder Luigi Jacobini genannt (* 6. Januar 1832 in Genzano di Roma in der Nähe von Rom; † 28. Februar 1887 in Rom), war Kardinal der Römischen Kirche und päpstlicher Staatssekretär.

## Leben
Mit 22 Jahren empfing Jacobini nach seiner Ausbildung im Seminar von Albano am 23. September 1854 die Priesterweihe. Danach erhielt Jacobini schon früh den Posten des Sekretärs der Kongregation der orientalischen Riten. Während des Ersten Vatikanischen Konzils wurde er von Papst Pius IX. zum Untersekretär ernannt. Am 24. März 1874 erhielt er die Würde eines Titularerzbischofs von Thessaloniki. Die Bischofsweihe spendete ihm am 24. März 1874 in der Lateranbasilika Kardinal Costantino Patrizi, Kardinaldekan und Kardinalbischof von Ostia e Velletri; Mitkonsekratoren waren die Kurienerzbischöfe Pietro de Villanova Castellacci und Antonio Rossi Vaccari. Am 27. März 1874 wurde er als päpstlicher Nuntius an den Wiener Hof entsandt.

Wappen von Kardinal Jacobini

Seine gewinnende Persönlichkeit und seine gesellschaftlichen Talente machten ihn hier bald beliebt, und er wusste auch der österreichischen Regierung in den kirchlichen Angelegenheiten so weit entgegenzukommen, dass in Österreich trotz der neuen Kirchengesetze jeder Konflikt zwischen dem Staat und der römischen Kurie vermieden wurde. Deshalb beauftragte ihn Leo XIII. auch mit der Führung der Ausgleichsverhandlungen mit der preußischen Regierung, welche jedoch 1880 aus verschiedenen Gründen abgebrochen wurden.
Am 19. September 1879 wurde Jacobini Kardinalpriester mit der Titelkirche Santa Maria della Vittoria. Am 16. Dezember 1880 nach Ninas Rücktritt erhielt er das wichtige Amt des Staatssekretärs der päpstlichen Kurie. Er starb am 28. Februar 1887 in Rom.